# WTO-Panel
Ein Panel stellt die erste gerichtliche Instanz des Streitbeilegungsverfahrens der Welthandelsorganisation dar. Grundlegende Regeln über die Arbeit und Funktion von Panels finden sich im Dispute Settlement Understanding (DSU).

## Grundsätzliches
Panels sind die erste Instanz im Streitbeilegungsverfahren der Welthandelsorganisation. Sie bearbeiten dabei sowohl Tatsachen- als auch Rechtsfragen.
Bis März 2022 wurden insgesamt 611 Verfahren vor einem Panel einberufen. Der Schwerpunkt der Verfahren liegt mit Stand 2015 dabei mit über 30 bei der Anwendung des GATT, gefolgt von Verfahren zum Antidumping und zum Subventionsrecht mit jeweils über 25.

## Einrichtung
Die Einrichtung eines Panels ist in Artikel 6 DSU geregelt. Dieser Einrichtung gehen außergerichtliche Verhandlungen voraus, in denen versucht werden muss den Streit, den zwei Mitglieder der WTO haben, einvernehmlich zu lösen. Für diese Verhandlungen geben das DSU und spezielle Regelungen in den Abkommen des Welthandelsrechts Fristen vor.
Sofern diese Verhandlungen scheitern, kann der Staat, der diese Verhandlungen erbeten hat, in einer Sitzung des Dispute Settlement Body (DSB) die Einrichtung eines Panels fordern. Der DSB kann dieser Forderung nur nicht entsprechen, wenn alle Mitglieder das so beschließen, also auch der Staat, der den Antrag eingereicht hat.
In diesem Antrag an das Panel muss bereits enthalten sein, was das Mitglied beantragt, insbesondere welche Maßnahmen der Staat unter welchen Rechtsnormen anfechtet. Diese bestimmen die sachliche Zuständigkeit des Panels, genannt Terms of Reference. Ausnahmsweise können die Parteien auch eine spezielle Zuständigkeit vereinbaren, das geschieht aber nur sehr selten.
Wenn mehrere Parteien die Einsetzung eines Panels wegen derselben Angelegenheit beantragen, soll ein Panel für alle Beschwerden eingerichtet werden. Dies ist in Artikel 9 des DSU geregelt.

## Zusammensetzung
Die Zusammensetzung eines Panels ist in Artikel 8 des DSU geregelt. Sie findet bei jedem Rechtsstreit ad hoc statt. Dabei sind verschiedene Kriterien zu beachten. Es sollen Personen ausgewählt werden, die bereits vor einem Panel verhandelt haben, ein Repräsentant eines Mitglieds oder eines Vertragsstaats des GATT 1947, ein Mitglied des WTO Sekretariats waren, über Welthandelsrecht publiziert oder es gelehrt haben oder ein erfahrener Handelsbeamter eines Mitglieds war. Ein Teil der Mitglieder jedes Panels soll bereits einmal Teil eines Panels gewesen sein. Das Sekretariat der Welthandelsorganisation führt eine Liste über Personen, die diese Anforderungen erfüllen und deshalb potenziell geeignet wären Teil eines Panels zu werden. Regierungen schlagen in regelmäßigen Abständen Personen für diese Liste dem Sekretariat vor. Wenn ein Mitglied ein Entwicklungsland ist, soll auch ein Mitglied des Panels aus einem Entwicklungsland kommen.
Mitglieder eines Panels sollen unabhängig sein, insbesondere nicht Mitglieder der Regierung einer der Streitparteien. Diese Parteien können durch Vereinbarung davon abweichen.
Ein Panel besteht aus drei Personen, es sei denn, die Parteien vereinbaren, dass es aus fünf Personen bestehen soll, was bisher (Stand 2/2022) noch nie vorgekommen ist. Das Sekretariat der WTO nominiert die Personen als Mitglieder des Panels. Die beiden Streitparteien können dann nur noch aus zwingenden Gründen, bspw. fehlender Unabhängigkeit, diese Personen ablehnen.
Wenn sich beide Parteien auf eine Zusammensetzung nicht einigen können, bestimmt der Generaldirektor der WTO die Zusammensetzung.

## Verfahren
Im Verfahren vor einem Panel werden die Parteien angehört und ihnen die Möglichkeit gegeben, Stellung zu nehmen.

### Rechtsauslegung
Ein Panel ist durch seine sachliche Zuständigkeit beauftragt zu untersuchen, ob der Beschwerdegegner des Verfahrens Rechtsverstöße begangen hat. Diese Untersuchung umfasst auch die Auslegung und Interpretation der Abkommen der Welthandelsorganisation. Es verwendet dafür die Maßstäbe des Wiener Übereinkommen über das Recht der Verträge. Dabei gelten als Grundsätze der Wortlaut, die gewöhnliche Bedeutung, der Zweck des Vertrages und die Verhandlungsgeschichte. Obwohl letzteres vom Wiener Übereinkommen nicht als sinnvolle Interpretationsmethode angesehen wird, benutzen Panel dies durchaus.

### Recourse Art. 21.5 DSU
Wenn ein Mitglied verpflichtet wird seine Maßnahmen in Einklang mit dem Recht der Welthandelsorganisation zu bringen, so wird dies vom Dispute Settlement Body überprüft. Wenn ein anderer Staat nicht der Meinung ist, dass der Beschwerdegegner des Falles die Verpflichtungen des Panels (oder in Revision des Appellate Body) erfüllt, kann ein Staat unter anderem die Wiedereinsetzung des ursprünglichen Panels verlangen, um den Rechtsstreit zu entscheiden. Dies kann mehrere Gründe haben, zum einen kann der neue Beschwerdegegner anprangern, dass ein Staat die ursprünglichen Maßnahmen noch aufrechterhält, aber auch, dass Maßnahmen, die er getroffen hat, um dem Urteil zu entsprechen, selbst gegen das Recht der Welthandelsorganisation verstoße.

### Rechtsmittel
Rechtsmittel gegen eine Entscheidung eines Panels ist die Anrufung des Appellate Body.